# Davenstedt
Davenstedt è una frazione (Stadtteil) della città di Hannover, nel land della Bassa Sassonia, in Germania.

## Storia
Già comune autonomo nel circondario di Linden, fu soppresso e incorporato a Linden il 1º aprile 1909. Il 1º gennaio 1920, insieme con Linden, fu unito ad Hannover.
Forma, insieme con Ahlem e Badenstedt, il quartiere (Stadtbezirke) di Ahlem-Badenstedt-Davenstedt.